# Verkeersramp bij Breda
De verkeersramp bij Breda vond plaats op dinsdagochtend 6 november 1990. Rond 9 uur hingen er flarden mist boven de A16 tussen de Moerdijkbruggen en de Belgische grens. Een politiecontrole mat in de ochtendspits bij het wegrestaurant Princeville snelheden van ver boven de 130 km/u.  
Om 9.10 uur ging het fout op de westelijke rijbaan van de A16 richting Antwerpen, vlak voor de afslag Rijsbergen. In een plotseling opdoemende mistbank remt een vrachtwagen met aanhanger hard af. Achteropkomende auto's botsten op de combinatie, die dwars over de weg stond. Vrijwel direct daarop is ook de oostelijke rijbaan richting Rotterdam het toneel van op elkaar botsende auto's en vrachtwagens. Om 9.20 uur was het verkeer in beide richtingen tot stilstand gekomen in de dichte mist. In de ravage ontstond een brand. 
101 voertuigen waren bij de kettingbotsing betrokken, waaronder een tankwagen met zwavelzuur en een niet-ontgaste xyleen -tankwagen. 8 mensen kwamen om, 27 liepen verwondingen op. 